# オトギリソウ
オトギリソウ（弟切草、学名：Hypericum erectum）は、オトギリソウ科オトギリソウ属の多年生植物。

## 名称

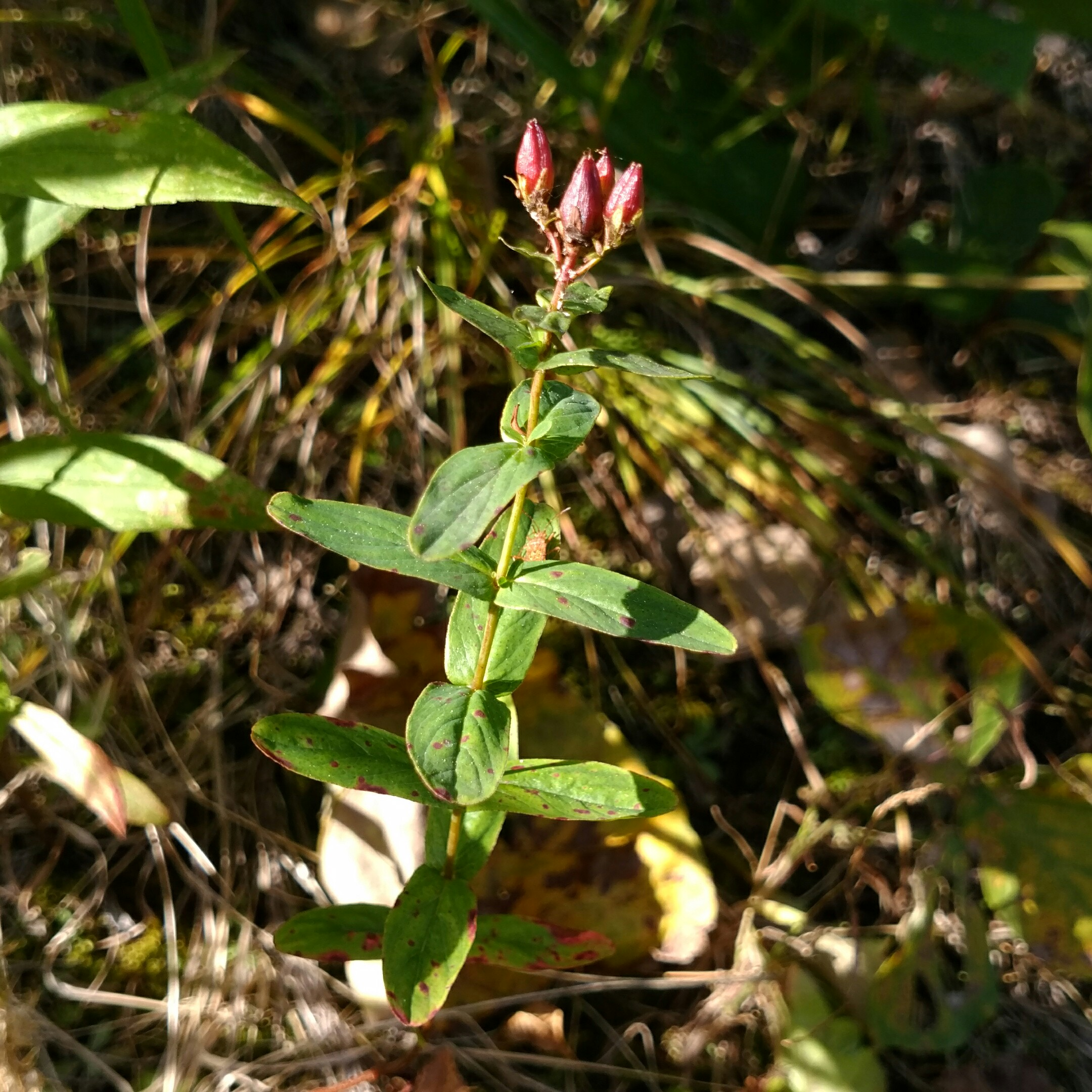
結実時のオトギリソウ

日本漢名は「弟切草」と書く。10世紀の平安時代、花山天皇のころ、この草を原料にした秘伝薬の秘密を弟が隣家の恋人に漏らしたため、鷹匠である兄が激怒して弟を切り殺し、恋人もその後を追ったという伝説によるものである。あるいは、鷹匠である兄が秘密にしていた鷹の傷の妙薬としてこの草を秘密にしていたが、弟が他人に漏らしたため、激怒した兄に切り殺されたという伝説に由来するという説もある。この不吉な伝説のため、付けられた花言葉も「怨念」「迷信」とされる。言い伝えでは、オトギリソウの葉に見られる黒い油点は、斬り殺された弟の飛び血とされる。
欧米ではオトギリソウ属植物を「St. John's wort」といい、洗礼者聖ヨハネの祝日（6月4日）の前夜、魔女たちが活動するとされるMidsummer Eveningに、この薬草を摘めば悪魔払いになると信じられていたといわれる。
別名、ヤクシソウ、アオグスリともよばれる。中国植物名は「小連翹」（しょうれんぎょう）。

## 特徴
日本全国、朝鮮半島、中国大陸に分布する。日当たりの良い赤土の道ばたや草地、山野、疎林、道端に自生する。
変異が多い多年草。茎は直立して草丈20 - 80センチメートル (cm) にまで生育し、葉柄がない細長い葉が2枚ずつ茎に対生し、両葉が接近して茎を抱く。葉身は長さ2 - 6 cmの披針形で先端は丸みを帯び、全縁、無毛で、表面に褐色の小点が散在して見られる。この黒点はヒペリシンという光作用性物質で、これを摂取した後に日光に当たると皮膚炎や浮腫を生じる。
花期は夏から初秋（7 - 9月）ごろ。茎頂に分枝した枝先に、径2 cm程の黄色い小さな5花弁の花を数個ずつ次々と咲かせる。花にも黒点と黒腺が入り、花をつぶすと紫色になる。花は日中だけ咲き、1日で終わる1日花である。
茎葉は薬用にされ、近似種が多いため分類は困難である。類似種に茎が直立せず、斜生するもの、葉に黒点がないものがあるが、これらは薬用にしない。

## 薬用
伝説のとおり、茎や葉は止血などの民間薬として使われてきたもので、生薬名はない。基本的には薬草であり、タカノキズグスリ（鷹の傷薬）、チドメグサ（血止め草）など悪い印象を持たれない異名もある。。地上部の全草が薬草として利用され、開花期または結実期などに、花や果実がついたままの茎葉を刈り取り、日干し乾燥させたものを小連翹（しょうれんぎょう）と称して用いる。薬草としての栽培法は、野生のものを移植するか、春に種蒔で繁殖し、苗を移植する方法が行われる。
粗刻みした小連翹を、1日量10 - 15グラム (g) 、約400 - 600 ccの水で30分ほど、半量になるまで煎じた液が利用される。のどの痛み、風邪の咳、口内炎、扁桃炎、歯痛には煎じ液をうがい薬として利用したり、切り傷、腫れ物、湿疹、かぶれには患部に煎じ液を直接塗るか、冷湿布するなどの利用方がある。また、消毒用エタノールに浸してチンキとする。地方によっては、遮光瓶に新鮮な食用油とともに花がついた生のオトギリソウもしくは、小連翹を一緒に入れて浸しておき、虫刺され、おでき、切り傷、軽い火傷に直接塗る民間療法がある。
花期または果実期の茎葉に、ヒペリシンなどと、やや多量のタンニンが含まれており、薬用としてはタンニンの効用が期待されている。タンニンには、組織細胞を引き締める収斂作用（しゅうれんさよう）があり、細胞が傷ついて出血しているときのような場合には、引き締めて止血する働きをする。このため切り傷などに貼り薬や塗り薬として処方した場合には高い効果を発揮することが期待できる。一方でヒペリシンの経口摂取の際に発症する可能性がある光線過敏の問題もあるので安易な飲用服用は避けるべきである。これはオトギリソウだけでなく同属のセイヨウオトギリ（セントジョーンズワート）についても同様である。
オトギリソウ茶に、マルトースをグルコースに分解する酵素であるマルターゼ阻害活性があり、血糖上昇が抑制されたとの報告がある。